# Decisión (canción)
«Decisión» es un sencillo y la octava canción del álbum del mismo nombre del grupo de hip hop chileno Tiro de Gracia, lanzado en 1999. La canción fue incluida en el primer grandes éxitos del grupo, Impacto Certero. La introducción es cantada por Lenwa Dura con un tema prácticamente de hip hop, mientras que el coro y la segunda parte es cantada por Juan Sativo de una forma más política, sin la colaboración de Zaturno, tal vez por las duras críticas y contexto de la canción.

## Letra y polémica
Lenwa Dura habla sobre su llegada de la población y clase baja hasta la gran popularidad que logró con Tiro de Gracia, gracias al esfuerzo que hizo. En el coro, Juan Pincel dice "Alfin yo se, que hay hostilidad, every night, together", refiriéndose a la dictadura chilena. Lanza duras críticas al hoy fallecido Augusto Pinochet, líder de la dictadura militar, llamándolo perro e hijo del estado, diciendo que no puede morir por un ataque, pero si ser condenado a cárcel. También critica a las personas que solo quieren figurar en la televisión sin hacer nada importante o justo. Esto tiene varias similitudes con el trabajo del grupo Makiza, cuyos integrantes vivieron en países europeos mientras duro esto.